# Portones de Hierro y Campodónico
Portones de Hierro y Campodónico est une ville de l'Uruguay située dans le département d'Artigas. Sa population est de 323 habitants.

## Géographie
Portones de Hierro y Campodónico est située dans le secteur 7, à l'est de la ville de Bella Unión.

## Population
| Année | Population |
| ----- | ---------- |
| 1963  | 322        |
| 1975  | 575        |
| 1985  | 533        |
| 1996  | 396        |
| 2004  | 404        |
| 2011  | 323        |

,